# Liang Shiyi
Liang Shiyi (梁士詒; 5 mai 1869 - 9 avril 1933) est le Premier ministre du gouvernement de Beiyang de 1921 à 1922.

## Biographie
Liang Shiyi est né à Sanshui dans le Guangdong en 1869. Dans le gouvernement de la dynastie Qing, il est responsable des voies ferrées, le ministère le plus lucratif ce qui lui permet de fonder la clique des Communications. Il est un fervent partisan de Yuan Shikai, devenant son ministre des Finances, et le soutient durant la guerre de protection de la nation. 
Après la mort de Yuan, le président Li Yuanhong ordonne l'arrestation des huit plus hauts responsables monarchistes du régime de Yuan, ce qui force Liang à fuir à Hong Kong. Il revient en 1918 pour diriger l'Assemblée nationale. 
Sa clique des Communications est loin derrière le club Anfu de Duan Qirui mais il parvient néanmoins à devenir président du Sénat. Il est ensuite Premier ministre forçant Jin Yunpeng à démissionner en décembre 1921. 
Son mandat de Premier ministre est sujet de disputes entre son partisan, Zhang Zuolin, et son détracteur, Wu Peifu. Lorsque celui-ci force Liang à démissionner le 22 janvier 1922, cela provoque la première guerre Zhili-Fengtian. Liang a la chance d'échapper à cette guerre, ayant quitté Pékin sous prétexte de maladie dès sa démission. L'Expédition du Nord le force à fuir de nouveau à Hong Kong en 1928, et il fait ensuite la navette avec Shanghai pour faire face à l'invasion japonaise de la Mandchourie en 1931. Il meurt à Shanghai en 1933.